# Naomi Wolf
Pour les articles homonymes, voir Wolf.
Naomi Wolf (née le 12 novembre 1962 à San Francisco) est une auteure et consultante politique américaine. Elle est la fille de Leonard Wolf (en), auteur de romans gothiques. Elle est considérée par plusieurs sources médiatiques comme une théoricienne du complot, du fait de ses déclarations publiques.

## Biographie
Elle est née dans une famille juive, dont la branche paternelle a été victime de la Shoah. Sa mère est anthropologue et son père est auteur. Elle fut mariée à David Shipley, qui a été la « plume » du président Bill Clinton, et avec qui elle a eu deux enfants.
Elle est également conseillère de l'homme politique Al Gore, vice-président des États-Unis de 1993 à 2001. 

## Positions et théories
Avec la publication de Quand la beauté fait mal, elle est devenue l'une des représentantes de ce qui sera décrit plus tard comme la troisième vague féministe. Elle reste une avocate des causes féministes et des politiques progressistes, insistant ces dernières années sur une dégradation des institutions démocratiques aux États-Unis.
Naomi Wolf a accusé les États-Unis d'envoyer des troupes en Afrique de l'Ouest non pas pour aider au traitement d'Ebola, mais pour ramener le virus aux États-Unis afin de justifier une prise de contrôle militaire de la société américaine. Elle a aussi affirmé qu'Anthony Fauci était un stipendié de l'État d'Israël,,,,,,.
Début juin 2021, Twitter annonce la suspension de son compte en lui reprochant de l'utiliser « pour propager des mythes sur la pandémie, les vaccins et le confinement ».
Plusieurs de ses thèses sur la sexualité ont été critiquées par des historiens comme étant un ensemble d'assertions fantaisistes ou exagérées. Ces analyses provoquent alors chez certaines de ses lectrices le sentiment d'avoir été manipulées par elle,,.

## Ouvrages

### Édition originales
- (en-US) The Beauty Myth, Harper Perennial, 1990, rééd. 24 septembre 2002, 398 p. (ISBN 9780060512187)[12],[13],
- (en-US) Fire with Fire: New Female Power and How It Will Change the Twenty-First Century, Random House, 16 novembre 1993, 373 p. (ISBN 9780679427186)[14],
- (en-US) Promiscuities, Ballantine Books, 17 avril 1997, rééd. 21 juillet 1998, 318 p. (ISBN 9780449907641),
- (en-US) Misconceptions: Truth, Lies, and the Unexpected on the Journey to Motherhood, Anchor, 1999, rééd. 4 février 2003, 352 p. (ISBN 9780385497459),
- (en-US) The Treehouse: Eccentric Wisdom from My Father on How to Live, Love, and See, Simon Schuster, 26 avril 2005, rééd. 3 mai 2006, 288 p. (ISBN 9780743249782),
- (en-US) The End of America: Letter of Warning to a Young Patriot, Chelsea Green Publishing Company, 1er janvier 2007, 176 p. (ISBN 9781933392790),
- (en-US) Give Me Liberty: A Handbook for American Revolutionaries, Simon Schuster, 16 septembre 2008, 349 p. (ISBN 9781416590569),
- (en-US) Vagina: A New Biography, Ecco, 11 septembre 2012, 400 p. (ISBN 9780061989162),
- (en-US) Outrages: Sex, Censorship, and the Criminalization of Love, Chelsea Green Publishing, 12 mars 2019, rééd. 9 octobre 2020, 384 p. (ISBN 9781645020165),

### Traduction francophone
- Quand la beauté fait mal (The Beauty Myth: How Images of Beauty Are Used Against Women, 1990)  (ISBN 0-06-051218-0), Traduction française  : Quand la beauté fait mal, First (1991)